# Hemithecium implicatum
Hemithecium implicatum är en lavart som först beskrevs av Fée, och fick sitt nu gällande namn av Staiger. Hemithecium implicatum ingår i släktet Hemithecium och familjen Graphidaceae.   Inga underarter finns listade i Catalogue of Life.